# Provincia San Juan (Argentina)

Localizarea provinciei în Argentina

Provincia San Juan (spaniolă Provincia del San Juan) este una dintre provinciile Argentinei, localizată în partea vestică a statului. Capitala provinciei este orașul San Juan.